# (20985) 1981 EA35
A (20985) 1981 EA35 a Naprendszer kisbolygóövében található aszteroida. Schelte J. Bus fedezte fel 1981. március 2-án.